# Apochrysa leptalea
Apochrysa leptalea is een insect uit de familie van de gaasvliegen (Chrysopidae), die tot de orde netvleugeligen (Neuroptera) behoort. 
Apochrysa leptalea is voor het eerst wetenschappelijk beschreven door Rambur in 1842.